# Акула псевдокуняча дрібнозуба
Псевдокуняча акула дрібнозуба (Pseudotriakis microdon) — єдиний вид роду Псевдокуняча акула родини Псевдокунячі акули.

## Опис
загальна довжина досягає 3 м при вазі 125 кг. Голова довга. Очі великі, дуже витягнуті, розріз вузький, що надає косоокості. Мигальна перетинка рудиментарна. За ними розташовані довгі бризкальця, які краплеподібні. Рот широкий. Зуби дрібні, з гострими верхівками, розташовані у декілька рядків. Печінка велика, жирна. У неї 5 пар зябрових щілин. Тулуб витончений, масивний та водночас в'яле. Плавці слабко розвинені. Грудні плавці короткі та широкі, з округлими кінцівками. Має 2 спинних плавця. Перший спинний плавець низький та дуже широкий. Розташовано між грудними та черевними плавцями. Задній спинний плавець вище та важче за перший. Розташований навпроти анального, що починається за черевними плавцями й тягнеться до кінця анального плавця. хвостовий плавець короткий, гетороцеркальний, верхня лопать сильно розвинена на відміну від нижньої.
Забарвлення однотонне темно-коричневе, з більш темною облямівкою на плавцях.

## Спосіб життя
Тримається на глибинах від 500 та 1400 м, на континентальному та острівному схилах. Це малорухлива акула. Полює як на поверхні, так й біля дна. Живиться костистими рибами, переважно донними, молюсками та іншими безхребетними.
Статева зрілість у самців настає при розмірі 2,4 м, у самиць — 2,8 м. Це яйцеживородна акула. Матка самиці має 2 відділення, в кожному з яких по однаковій кількості яєць, що поміщені в загальний жовтковий мішечок. Лише 1 яйцеклітина отримує розвиток та харчується іншими яйцями. Плацента, що пов'язує ембріони з організмом самиці, не утворюється до самих породіль. Самиця народжує 2 акуленят завдовжки 1,2-1,4 м.
М'ясо не цінується, хоча в цілому вважається їстівним. Тому промисловий вилов не ведеться.
Не становить загрози для людини.

## Розповсюдження
Поширена в усіх океанах, окрім Північного Льодовитого. Мешкає від Ісландії до Франції, біля узбережжя південної Японії, Тайваню, в Малайському архіпелазі, Сенегалу, Гвінеї, Мадагаскару, Маскаренських, Канарських, Азорських, Гавайських островів, Мадейри, від півострова Лабрадор (Канада до штату Нью-Джерсі (США), Куби, Нової Зеландії, південно-західній Австралії, Бразилії. Воліє до морів в теплими та помірними водами.